# Studentische Vereinigung
.
Als studentische Vereinigung bezeichnet man im Allgemeinen freiwillige Zusammenschlüsse von mehrheitlich Studierenden auf lokaler wie auf überörtlicher Ebene zur Erfüllung eines gemeinsamen Vereinigungszwecks. Von studentischen Vereinigungen (Deutschland) zu unterscheiden sind studentische Vertretungen als Teil der verfassten Studierendenschaft einerseits und solche überörtlichen Studierendenverbände andererseits, die als deren überörtliche Zusammenschlüsse auftreten.

## Lokale studentische Vereinigungen (Hochschulgruppen)
Lokale studentische Vereinigungen bestehen in Form von studentischen Initiativen, studentischen Verbindungen, politischen Hochschulgruppen o. ä. Sie dienen freiwilligen Zusammenschlüssen mehrheitlich Studierender, die sich lokal an Hochschulen als Gruppe organisieren, regelmäßig zur Wahrnehmung fachlicher, hochschulpolitischer, sportlicher, musisch-kultureller und sozialer Interessen, zur Förderung der (allgemein-)politischen Bildung Studierender, des staatsbürgerlichen Verantwortungsbewusstseins oder der Bereitschaft ihrer Mitglieder zur aktiven Toleranz auf der Grundlage der verfassungsmäßigen Ordnung. Oft werden die Begriffe studentische Vereinigung und Hochschulgruppe in Literatur, Rechtsprechung und Hochschulalltag synonym verwendet. Ihre konkrete Ausgestaltung ist abhängig von Rechtsform, Mitgliederstruktur, Vereinigungszweck etc. und wird nicht selten in einer Satzung festgeschrieben. Studentische Vereinigungen sind gemeinhin als Bestandteil des Hochschullebens anerkannt, dienen mitunter der Erfüllung von Aufgaben der Studierendenschaft oder Hochschule und sind als solche zum Teil in den Hochschulgesetzen der Länder verankert.  Zudem hat die Rechtsprechung den Grundsatz aufgestellt, eine studentische Vereinigung im rechtlichen Sinne liege nur vor, wenn Studierende die Willensbildung der Vereinigung maßgeblich prägen. Studentische Vereinigungen haben die Aufgabe, die Teilnahme an der Selbstverwaltung der Hochschulen zu vermitteln und sichern damit die durch Art. 5 III GG und Art 12 I GG verbürgten Freiheitsrechte der studentischen Hochschulmitglieder. So regelt etwa §53 III HG NRW: „Studentischen Vereinigungen an der Hochschule tragen zur politischen Willensbildung bei.“
Hochschulgruppen kommt damit eine politische Funktion sui generis zu, zumal die Rechtsprechung studentischen Vereinigungen, anders als studentischen Vertretungen, ein explizit allgemeinpolitisches Mandat einräumt. Gleichwohl verstehen sich nur einige Hochschulgruppen explizit als „politische Hochschulgruppen“, da sie ihren Vereinigungszweck als nicht politisch oder allein hochschulisch motiviert begreifen, obgleich mit diesem durchaus politische Forderungen verknüpft sein können. Beispiele sind studentische Green-Office-Initiativen, studentische Initiativen für geflüchtete Menschen oder Hochschulgruppen des Erasmus Student Network. Parteinahe studentische Vereinigungen werden in Abgrenzung dazu regelmäßig als „politische studentische Vereinigungen“ oder „politische Hochschulgruppen“ bezeichnet, obgleich (hochschul-)politische Vereinigungszwecke und Statements auch parteifernen Hochschulgruppen nicht fremd sind.
Hochschulen tragen der Existenz von Hochschulgruppen analog der Rechtsprechung über den Zugang zu öffentlichen Einrichtungen regelmäßig dadurch Rechnung, dass sie eine Matrikel der an der Hochschule existierenden Vereinigungen führen. Das Verfahren wird zumeist in einer entsprechenden hochschulweiten Eintragungsordnung („Hochschulgruppenordnung“) geregelt. Dies dient der Rechtssicherheit, da studentische Vereinigungen einen Anspruch auf ermessensfehlerfreie Entscheidung gem. Art. 3 I GG ableiten können. Die Eintragung einer studentischen Vereinigung in die Matrikel der Hochschule ist ein begünstigender Verwaltungsakt mit Dauerwirkung, dessen Widerruf grundsätzlich nur unter den einschränkenden Voraussetzungen des Verwaltungsverfahrensgesetzes möglich ist. Hochschulgruppen, die sich in die Matrikel der Hochschule eintragen lassen (anerkannte Hochschulgruppen), erwachsen aus der Eintragung regelmäßig weitere Rechte und Pflichten.
Eine Sonderrolle unter den studentischen Vereinigungen nehmen Aktionsbündnisse, Projektgruppen, Arbeitskreise und vergleichbare studentische Initiativen ein. Da sie regelmäßig nur temporärer Natur – also nicht auf Dauer angelegt – sind oder ihre Mitgliederstruktur stark fluktuiert, kommt eine Eintragung in die Matrikel der Hochschule aus administrativen und rechtlichen Gründen in aller Regel nicht in Betracht.
Hochschulgruppen in diesem engsten Sinne sind von der Hochschule als solche anerkannte und geförderte, von Studierenden dominierte Vereinigungen, die als Hauptaufgabe Interessen der Hochschule verfolgen.

## Überörtliche studentische Vereinigungen
Es gibt derzeit keinen Verband und keine Hochschulgruppe, die bundesweit legitime Repräsentationsansprüche erheben und auf der Grundlage dieser Legitimität politische Ziele durchsetzen kann. Zahlreiche studentische Vereinigungen haben sich aber zu überörtlichen Studierendengruppen, Studierendenverbänden, überörtlichen religiösen, fachlichen oder sonstigen Verbänden, Netzwerken oder Foren zusammengeschlossen. Sie bilden aufgrund ihres überlokalen Charakters und ihrer damit verbundenen Mitgliederstruktur selbst keine studentischen Vereinigungen (Hochschulgruppen) im engeren Sinne. In der Literatur werden sie teilweise unter „studentische Vereinigungen“ subsumiert.

### Parteinahe Studierendengruppen
Einige – insbesondere parteipolitisch geprägte – Hochschulgruppen werden auf Landes- und Bundesebene von eigenen „politischen“ Studierendengruppen (teilw. „Landes- bzw. Bundes-Hochschulgruppen“) vertreten:
- Ring Christlich-Demokratischer Studenten (RCDS) (Studierendenverband von CDU/CSU, gegr. 1951)
- Juso-Hochschulgruppen (Studierendenverband der Jusos in der SPD, gegr. 1973)
- Bundesverband Liberaler Hochschulgruppen (LHG) (Studierendenverband der FDP, gegr. 1987)
- Campusgrün – Bündnis grün-alternativer Hochschulgruppen (Studierendenverband von Bündnis 90/Die Grünen, gegr. 1999)
- Die Linke.SDS (Studierendenverband von Linksjugend solid und Die Linke, gegr. 2007)

### Religiöse Studierendenverbände
- Evangelische Studierendengemeinden
- Jüdische Studierendenunion Deutschland
- Verband jüdischer Studenten in Bayern
- Katholische Studentengemeinden
- Campus für Christus Deutschland
- Studentenmission in Deutschland

### Fachlich orientierte Studierendenverbände
- AIESEC (für Studierende aller Fachbereiche, früher Fokus auf Wirtschaftswissenschaften)
- Bundesverband der Börsenvereine an deutschen Hochschulen
- Bundesverband Deutscher Studentischer Unternehmensberatungen
- Bundesverband Sicherheitspolitik an Hochschulen
- ELSA (für Rechtswissenschaftler)
- IAESTE – Auslandspraktika für Studenten technischer und naturwissenschaftlicher Studienrichtungen
- Idaflieg –  Dachverband der forschenden Akafliegs in Deutschland
- WINGnet – Verein zur Förderung von Studierenden technisch-wirtschaftlicher Studienrichtungen

### Sonstige Studierendengruppen
- UNICEF-Hochschulgruppen – Hochschulgruppen zur Umsetzung der UN-Kinderrechtskonvention
- Allgemeiner Deutscher Hochschulsportverband
- AEGEE Europäisches Studentenforum
- Bundesverband ausländischer Studierender Verband der Vertretungen der ausländischen/internationalen Studierenden der Studierendenschaften
- Club of Rome SICoR e. V. – studentische Absplitterung des Club of Rome e.V.
- Erasmus Student Network – Organisation zur Betreuung von Austauschstudenten
- netzwerk n e.V. – studentisch geprägtes Netzwerk für Klimaschutz und Nachhaltigkeit an Hochschulen
- Studentenforum im Tönissteiner Kreis – Politisch und konfessionell unabhängige, interdisziplinäre Denkfabrik deutscher Studenten
- VDSI e. V. – Verband Deutscher Studierendeninitiativen
- Weitblick e. V. – Studierendeninitiative für einen gerechten Zugang zu Bildung weltweit

### Studentenverbindungen und ihre Dachverbände
→ Hauptartikel: Liste der Korporationsverbände

### Studierendenverbände studentischer Vertretungen
Zahlreiche Studierendenvertretungen haben sich zu überörtlichen Vertretungen und -Verbänden zusammengeschlossen. Sie stellen definitionsgemäß keine studentischen Vereinigungen im engeren Sinne dar.
In Deutschland haben sich auf Landesebene freiwillige überörtliche Zusammenschlüsse von Studierendenschaften als Landesstudierendenvertretungen gebildet.
Darüber hinaus bildet der freie zusammenschluss von student*innenschaften einen bundesweiten Dachverband von verfassten Studierendenschaften und ähnlichen Studierendenvertretungen. Dem freien zusammenschluss von student*innenschaften können auch einzelne lokale Studierendenvertretungen beitreten, ohne selbst freiwilliges Mitglied in einer Landesstudierendenvertretung zu sein, oder dass ihre Landesstudierendenvertretung ihrerseits im freien zusammenschluss von Student*innenschaften engagiert ist.
- Freier zusammenschluss von student*innenschaften (fzs, Deutschland)
- Österreichische Hochschülerinnen- und Hochschülerschaft (ÖH)
- Verband der Schweizer Studierendenschaften (VSS)
- European Students' Union (Europäischer Zusammenschluss der nationalen Vertretungsverbände)